# 索利利夫卡 (亞爾莫林齊區)
49°8′50″N 26°51′58″E / 49.14722°N 26.86611°E
索科利夫卡（烏克蘭語：Соколівка）是位於烏克蘭西部的村莊，由赫梅利尼茨基州裡赫梅利尼茨基區的亞爾莫林齊市鎮負責管轄。該村面積3.75平方公里，海拔高度289米，2024年人口1,188，人口密度每平方公里472.8人。